# Horus
|  | Per a altres significats, vegeu «Horus (escriptor)». |

A la mitologia egípcia Horus era una de les divinitats més significatives. Horus era el déu del cel. Com molts déus, la natura de què era i les llegendes canviaven amb el temps. Horus era una barreja d'altres divinitats, totes elles relacionades amb el sol, amb la prerrogativa reial i el cel. Era com una família de divinitats relacionades unificada en un ésser; una mica semblant al Déu cristià que té tres parts.
Els seus fills eren el sol i la lluna i ell era fill d'Isis i Osiris i era el déu patró de Letòpolis.

## Història
Horus és una la principal manifestació i identificació de la divinitat, poder diví i espiritual o deïtats egípcies més antigues. Els seus orígens es perden en les boires de la prehistòria africana. Igual que les altres deïtats principals del panteó egipci, és present en la iconografia ja en el quart mil·lenni aC.  A l'antic Egipte van coexistir diverses espècies de falcons. Com les representacions de l'ocell d'Horus solen ser molt estilitzades, resulta bastant difícil identificar-ho formalment amb una espècie concreta. No obstant això, sembla que es pot veure una imatge del falcó pelegrí (Falco peregrinus). Aquest rapinyaire de grandària mitjana i crida penetrant és coneguda per la seva ràpida caiguda en picat des del cel sobre les seves petites preses terrestres. Aquest falcó té a més la particularitat de tenir plomes fosques sota els ulls que formen una espècie de mitja lluna. Aquesta marca distintiva recorda el disseny de l'ull d'Udyat associat a Horus i als altres déus hieracocefàlics.
Horus era ja conegut en el període predinàstic. Era un déu vinculat a la reialesa que tutelava als monarques tinites, el centre de culte dels quals era Hieracòmpolis (o «ciutat del falcó» com els grecs cridaven a Nekhen). Des de l'Imperi Antic, el faraó és la manifestació d'Horus en la terra, encara que en morir es convertirà a Osiris, i formarà part del déu creador Ra. Durant l'Imperi Nou se'l va associar al déu Ra, com Ra-Horajti. Forma part troncal de la Gran Ennèada. Forma part de la tríada osiríaca: Osiris, Isis i Horus.
El panteó egipci compta amb un gran nombre de manifestacions de Déu o déus falcó; Socar, Sopdu, Hemen, Hauró (Horó), Dedun i Hormerty. No obstant això, Horus i les seves múltiples formes ocupen el primer lloc. Com a déu polifacètic, els mites que el concerneixen estan entrellaçats. No obstant això, és possible distingir dos aspectes principals: una forma juvenil i una forma adulta. En la seva plena potència guerrera i maduresa sexual, Horus és Horajti, el sol en el seu zenit. A Heliòpolis, com a tal, és adorat simultàniament amb Ra. En els Textos de les Piràmides, el faraó mort ressuscita sota l'aparença d'un falcó solar. En un sincretisme comú en la religió egípcia, Horajti es fusiona amb el demiürg heliopolità, sota la forma de Ra-Horajty. En Edfu, és Hor-Behedety, el sol alat dels temps primordials. A Kom Ombo, és Horus el Vell (Haroëris), un déu celeste imaginat com un immens falcó els ulls del qual són el Sol i la Lluna. Quan aquests astres estan absents del cel, es diu que aquest Horus està cec. A Nekhen (Hieracòmpolis), la capital dels primers faraons, aquest falcó celeste és Hor-Nejeni, els aspectes guerrers del qual i real són molt pronunciats.
L'Horus jove també apareix baix múltiples formes. En el mite osiríac, Horus (o Arueris) és el fill d'Osiris i Isis. Osiris, assassinat pel seu germà Seth, és retornat a la vida, durant una unió carnal, gràcies als esforços combinats d'Isis i Neftis. D'aquesta unió miraculosa neix Horus el Nen (Harpòcrates), també anomenat Harsiesis (Horus fill d'Isis) i Harendotes o Hor-nedj-itef (Horus que cuida el seu pare). En aquest últim aspecte, per a venjar la mort del seu pare, Horus s'enfronta al seu oncle Seth. Després de moltes aventures, gana la batalla i rep en herència el tron d'Egipte. El valor d'Horus i la seva lleialtat a la família el converteixen en l'arquetip del faraó. No obstant això, la seva legitimitat és constantment qüestionada per Seth. Durant una baralla amb el seu rival, Horus perd el seu ull esquerre, que és reconstituït per Thot. Anomenat Ull de Udyat o Ull d'Horus, aquest ull, que els egipcis portaven com a amulet, té propietats màgiques i profilàctiques. Aquest ull esquerre, reconstituït peça a peça per Thot, representa la lluna, que augmenta dia a dia. En contrast amb Seth, que representa la violència i el caos, Horus encarna l'ordre i, com el Faraó, és un dels garants de l'harmonia universal; no obstant això, la complexa teologia dels egipcis no ha de reduir-se a una concepció maniquea del Bé i del Mal, perquè en un altre mite, Seth és l'auxiliar indispensable de Ra en la seva batalla nocturna contra la serp Apofis. El bé i el mal són aspectes complementaris de la creació, tots dos presents en tota deïtat.

## Horus i el faraó
Els Textos de les Piràmides (c. 2400-2300 a. C. ) descriuen la naturalesa del faraó en diferents personatges com Horus i Osiris. El faraó com Horus en vida es va convertir en el faraó com Osiris en la mort, on es va unir als altres déus. Noves encarnacions d'Horus van succeir al difunt faraó en la terra en forma de nous faraons.

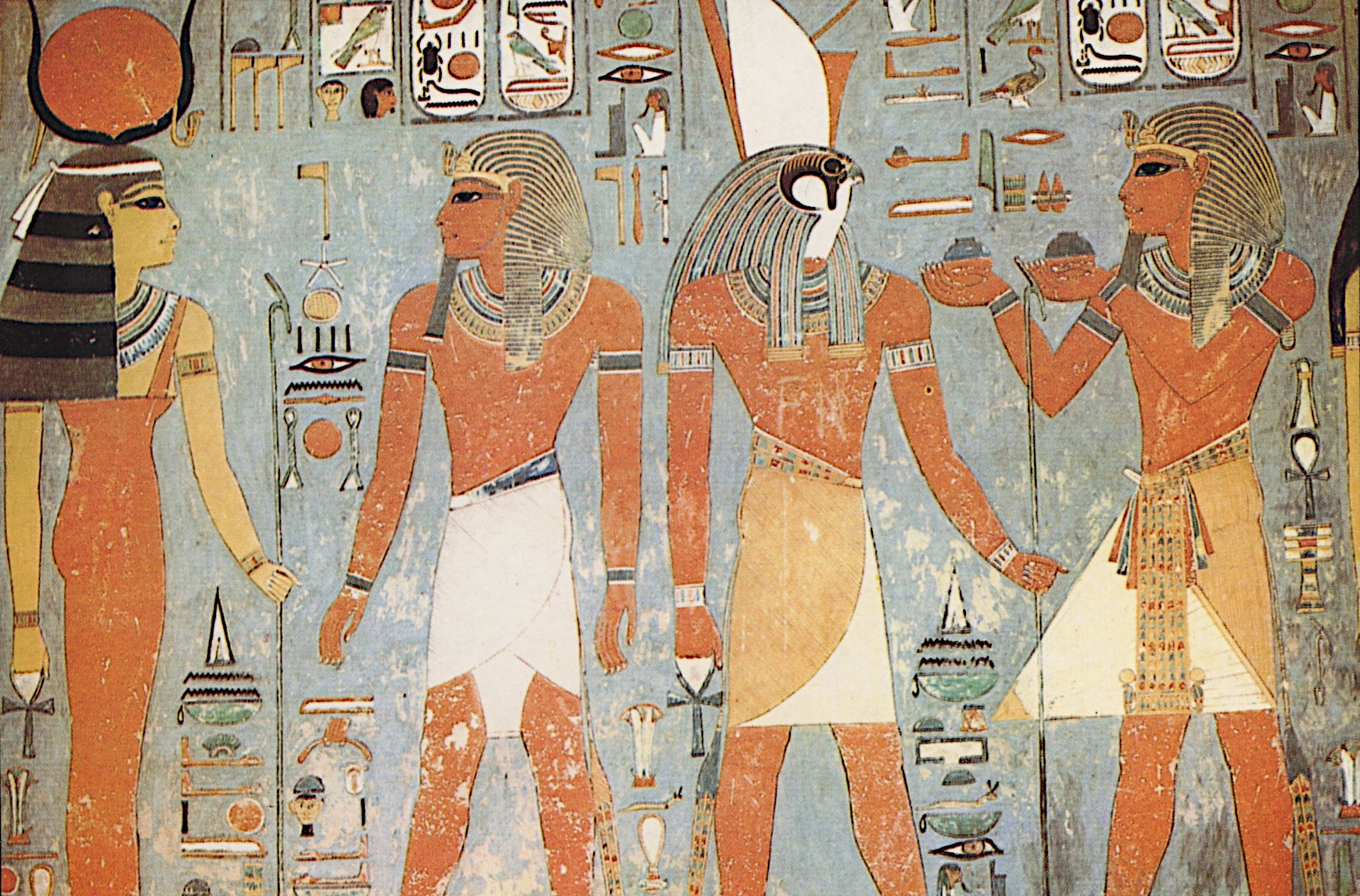
Horus i els faraons.

El llinatge d'Horus, producte eventual de les unions entre els fills d'Atum, podia haver estat un mitjà per a explicar i justificar el poder faraònic. Els déus produïts per Atum eren tots representants de les forces còsmiques i terrestres en la vida egípcia. En identificar a Horus com el descendent d'aquestes forces, després identificant-ho amb Atum mateix i finalment identificant al faraó amb Horus, el faraó teològicament tenia domini sobretot el món.

## Representacions
Heru-ur (també dit Harmerti) és la versió més vella d'Horus, i era un déu falcó creador conegut per refrenar Apep. Durant una lluna nova, era cec i es deia Mekhenty-er-irty ("qui no té cap ull") i amb la lluna plena tornava a veure i es deia Khenty-irty ("qui té ulls"). Mentre era cec, Horus era perillós, a vegades atacava els amics després de confondre'ls amb enemics.
Com a nen, Horus es deia Har-pa-khered ("Horus el nen" i Harpòcrates per als grecs) i era fill o d'Osiris i Isis o de Banebdjetet i Hatmehit. Se'l representava com un noi despullat amb un dit a la boca, assegut en un lotus amb sa mare. Era un déu de fertilitat i es descrivia amb una cornucòpia. Har-pa-Khered es va tornar molt popular durant el temps de l'Imperi Romà, quan se'l representava muntant una oca o boc (fixeu-vos que Banebdjetet, son pare, era un déu boc).
El darrer Horus, anomenat Har-sa-iset o Harsiesis, era fill d'Osiris i Isis (emergia de l'arbre d'acàcies de Saosis) i molt sovint és esmentat "El" Horus a molts llibres.
Com a Har-nedj-itef (Harendotes en grec), Horus era el guardaespatlles d'Osiris a l'inframon, Duat.
Com a Behedti, Horus era la divinitat de patrons de Behdet (cur: Edfu), on estava associat amb el falcó.
Com a Chenti-irti, Horus era un déu de dret i ordre.
Posteriorment encara s'associaria amb el déu del sol Ra especialment a Heliòpolis, convertint-se en Ra-Herekhty (també Ra-Heru-akhety, Her-akhety ("Horus dels dos horitzons"), Har-em-akhet ("Horus a l'horitzó"), Horakhety, Harmachis (Grec)), déu del sol de matí.
Anhur era Horus com a unió amb Shu.

## Mitologia

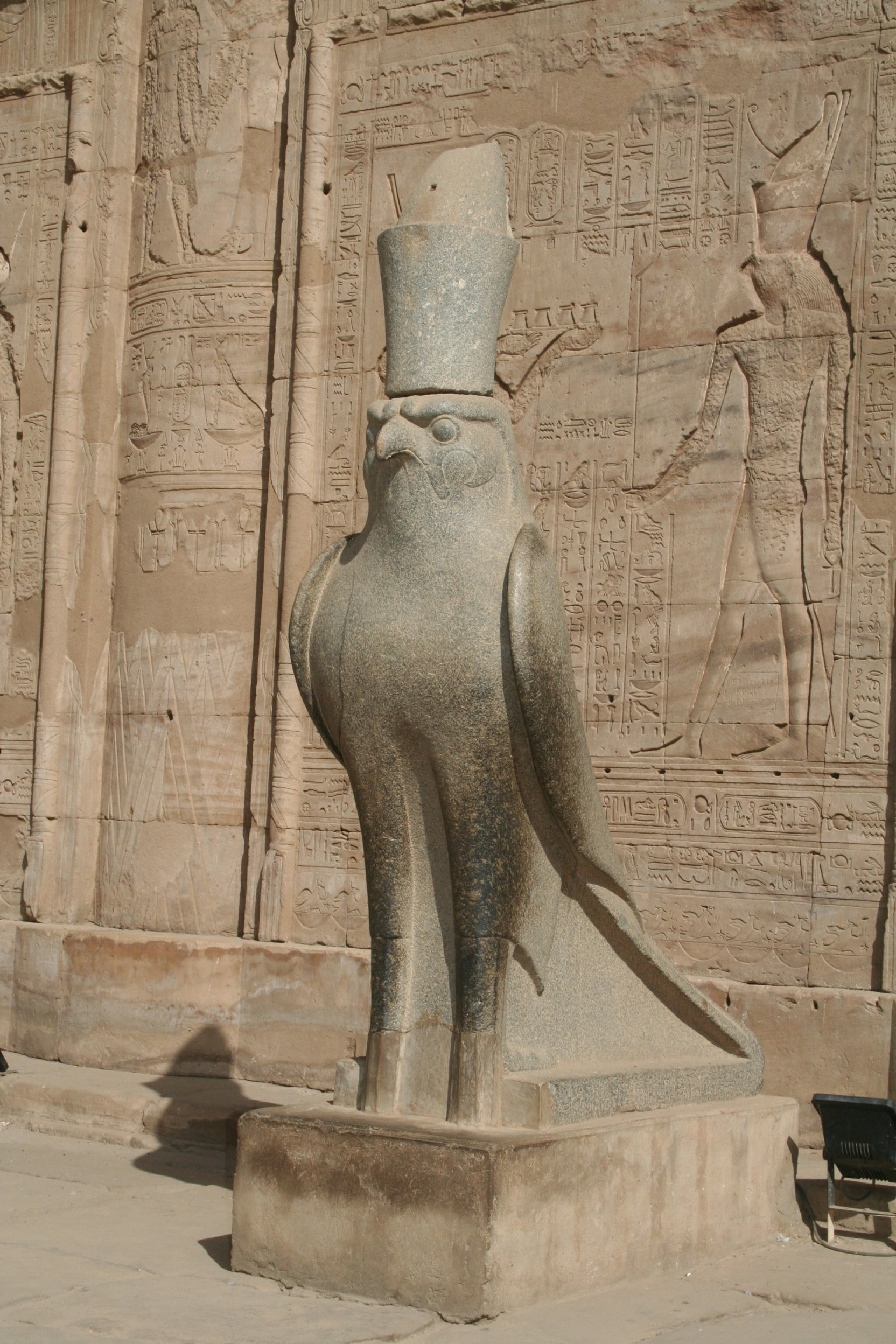
Horus, en el seu temple d'Edfu, amb forma de falcó.

Segons la mitologia egípcia (Heliòpolis), Geb (la terra d'Egipte) i la seva esposa i germana Nut (el cel), donen vida a dos déus homes, Osiris i Seth i a dues deesses dones: Isis i Neftis. Osiris es casa amb Isis, i Seth amb Neftis. La llegenda dona compte dels innombrables enfrontaments entre Osiris i el seu germà Seth. Gràcies a un engany, Seth aconsegueix assassinar a Osiris, l'esquartera en 14 parts i oculta les seves restes per a evitar que trobin el seu cos, escampant-los per tot Egipte. La seva dona, Isis, assabentada del succeït, cerca cada tros, dia i nit, per tots els racons d'Egipte. Finalment, aconsegueix recuperar totes les restes del seu difunt marit. Va utilitzar els seus poders divins per a reanimar-ho, que a partir de llavors s'encarregaria de governar al país dels morts, la Duat.
També, utilitzant poders divins, Isis va poder concebre un fill del reanimat Osiris: a Horus. Al cap de poc de néixer, va ser amagat per la seva mare i el va deixar a cura de Thot, déu de la saviesa, que ho va instruir i va criar fins a convertir-se en un excepcional guerrer. En arribar a la majoria d'edat, ajudat pels Shemsu Hor va lluitar contra Seth per a recuperar el tron del seu pare, assassinat per aquell. En una d'aquestes lluites Horus va perdre el seu ull esquerre (Ull d'Horus) i després de recuperar-ho li ho va donar com a ofrena al seu pare Osiris per a retornar-li la vista.
Seth va quedar com el déu del Alt Egipte i Horus del Baix Egipte. Posteriorment, Horus va ser déu de tot Egipte, mentre que Seth era déu del desert i dels pobles estrangers. Aquest mite representa la lluita entre la fertilitat de la vall del Nil (Osiris) i l'aridesa del desert (Seth).
Posteriorment, Horus va regnar tot Egipte amb Isis-Hathor com a reina. La doble corona, representa la unitat política d'Egipte, i va prendre la forma de l'Ull Udyat, la qual cosa va donar principi a diverses llegendes del mal d'ull.
Més endavant va deixar el govern als reis mítics, denominats Shemsu Hor, segons la tradició.
Com a déu solar, Horus defensa la barca de Ra, amb l'ajuda de Seth, contra la gran serp Apep. A més és el protector d'Osiris en l'inframon egipci, o Duat. Durant el judici d'Osiris, segons el Llibre dels Morts, és el mediador entre el finat i Osiris.

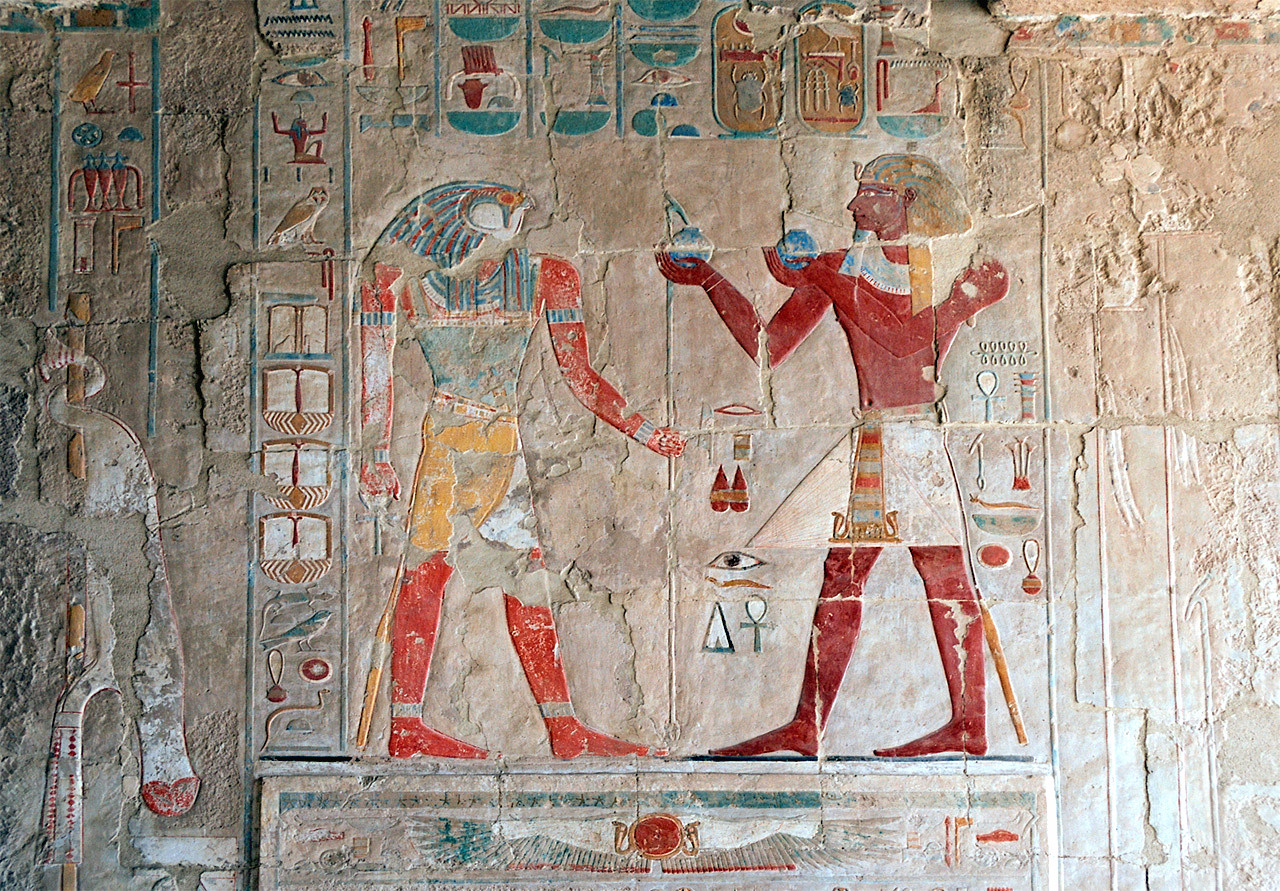
Horus i Tuthmosis III, com a oferent. Temple d'Hatshepsut. Deir el-Bahari.

### Déu del cel
Com es deia que Horus era el cel, es considerava que també contenia el Sol i la Lluna. Els egipcis creien que el Sol era el seu ull dret i la Lluna l'esquerre, i que travessaven el cel quan ell, un falcó, el creuava volant. Posteriorment, la raó per la qual la Lluna no era tan brillant com el Sol va ser explicada per un conte, conegut com Les conteses d'Horus i Seth. En aquest conte, es deia que Seth, el patró de l'Alt Egipte, i Horus, el patró del Baix Egipte, havien lluitat per Egipte brutalment, sense que cap de les parts sortís victoriosa, fins que finalment, els déus es van posar del costat d'Horus.
Com Horus va ser el vencedor final, se'l va conèixer com ḥr.w wr «Horus el Gran», però se sol traduir com «Horus el Vell» (o «Horus el Major»). En la lluita, Set havia perdut un testicle, i l'ull d'Horus va ser arrencat.
Horus es mostrava ocasionalment en l'art com un nen nu amb un dit en la boca assegut en un lotus amb la seva mare. En forma de jove, Horus era referit com nfr ḥr.w «el bon Horus», transliterat Neferhor, Nephoros (Neforos) o Nopheros (o Noferos; reconstruït com a naːfiru ħaːruw).

Ull d'Horus o Wedjat.

Ull de Ra o Wedjat.

L'Ull d'Horus és un antic símbol egipci de protecció i poder real per part de les deïtats, en aquest cas d'Horus o Ra. El símbol es veu en imatges de la mare d'Horus, Isis, i en altres deïtats associades a ella. En la llengua egípcia, la paraula per a aquest símbol era «wedyat» (wɟt). Era l'ull d'una de les primeres deïtats egípcies, Uadyet (o Wadjet), que més tard es va associar també amb Bastet, Mut i Hathor. Uadyet era una deïtat solar i aquest símbol va començar sent el seu ull que tot el veu. En obres d'art primerenques, Hathor també es representa amb aquest ull. Els amulets funeraris es feien sovint amb la forma de l'Ull d'Horus. El Wedjat o Ull d'Horus és «l'element central» de set polseres de «or, faiança, pisa, cornalina i lapislàtzuli» trobades en la mòmia de Sheshonq II. El Wedjat «tenia el propòsit de protegir el rei [aquí] en l'altra vida» i d'allunyar el mal. Els mariners egipcis i del Pròxim Orient solien pintar el símbol en la proa de les seves embarcacions per a garantir un viatge segur per mar.

### Horus i Seth
Durant el tercer mil·lenni aC, Seth esdevingué el déu patró dels faraons (reemplaçant Horus en forma d'Har-mau o Harsomtus) després de derrocar Seth en forma d'Har-wer o Haroeris, però com la història de l'assassinat de Seth del seu germà es tornà popular, Har-mau va canviar. Hi va haver una guerra entre Seth i Horus durant vuitanta anys. Horus va guanyar la guerra (amb el suport de Neith) i va ser el governant de l'Alt Egipte i el Baix Egipte. Seth es castrava o matava o s'instal·lava amb Re i es convertia en la veu del tro.
Horus era el pare dels quatre déus associats amb els vasos canopis de les creences funeràries egípcies: Imset, Hapi, Duamutef, i Kebechsenef.

#### Seth i l'Ull d'Horus
Horus descansava al costat d'un oasi quan Seth va aparèixer en forma de porc senglar negre. Mentre Horus dormia, Seth l'hi va arrencar l'ull esquerre (que representava la lluna) i el va llençar més enllà del límit del món. Horus es va despertar i es va venjar tallant-li els testicles a Seth però no va poder recuperar el seu ull. Mentrestant, sense la lluna, el cel nocturn es va enfonsar a la foscor. Thot va buscar l'ull a través del caos que s'estenia als confins del món i el va trobar i arreglar, tornant-li al seu propietari. A partir d'aquell moment l'ull d'Horus es representava amb l'amulet udjat.

## Epítets
Va tenir els epítets de:
- "L'Únic en les altures"
- "L'elevat"
- "El distant"
- "Senyor del Cel"
- "Senyor de les estrelles circumpolars"

En els trons d'El Lisht apareix com «Horus, senyor de Mesen» i «Horus de Behdet», o «el behdetita», en referència a dues localitats del Baix Egipte.
Noms alternatius: Heru-sa-Aset, Hrw, Hr, Hor-Hekenu
|  |

|  |

|  |

|  |

|  |

|  |

|  |

|  |